# Radikal 131
Radikal 131 mit der Bedeutung „Diener, Minister“ ist eines von 29 der 214 traditionellen Radikale der chinesischen Schrift, die mit sechs Strichen geschrieben werden.
In Kanji, der japanischen Schreibung, wird das Zeichen in anderer Strichabfolge mit sieben Strichen geschrieben.
Mit 4 Zeichenverbindungen in Mathews’ Chinese-English Dictionary gibt es sehr wenige Schriftzeichen, die unter diesem Radikal im Lexikon zu finden sind.
Das Radikal „Diener“ nimmt nur in der Langzeichen-Liste traditioneller Radikale, die aus 214 Radikalen besteht, die 131. Position ein. In modernen Kurzzeichen-Wörterbüchern kann er sich an ganz anderer Stelle finden. Im Neuen chinesisch-deutschen Wörterbuch aus der Volksrepublik China steht er zum Beispiel an 164. Stelle.
Das Schriftzeichen entwickelte sich aus dem Bild eines sich verbeugenden Dieners, der von oben gesehen wird.
Im dynastischen China diente 臣 auch als höfliche Form der Selbst-Erniedrigung mit der Bedeutung „ich“.
臣 ist als Komponente Teil zahlreicher Schriftzeichen. Seit deren Verkürzung erscheint die umständlich, mit oftmaligem Ab- und wieder Ansetzen zu schreibende Komponente jedoch nicht mehr so häufig. 卧 (wo = sich Schlafen legen) enthält das Radikal 臣 und rechts den Menschen (人) in leicht variierter Ausführung. Seine ursprüngliche Bedeutung war „sich zum Ausruhen hinlegen“. 宦 (= Eunuch) besteht aus dem Beamten 臣 unter dem Dach 宀 des Palastes. In 臧 (= gut) finden sich 戕 als Lautträger und 臣. 臧 als Ganzes wiederum fungiert in 藏 (= Speicher) als Lautträger. Der Graskopf (艹) ist Sinnträger.
Die Zeichen 姬 (in: 宦姬 = Madame), 颐 (= Wange), 熙 (= hell) u. a. enthalten nicht die Komponente 臣, sondern eine ihr sehr ähnlich sehende andere. Diese Kombination stand früher allein für Wange (heute: 颐, mit dem Kopf 页 rechts).

## Schriftzeichenverbindungen, die vom Radikal 131 regiert werden
| Striche | Zeichen |
| ------- | ------- |
| +0      | 臣      |
| +02     | 臤 臥   |
| +06     | 臦      |
| +08     | 臧      |
| +11     | 臨 臩   |

 Im Unicodeblock Kangxi-Radikale ist das Radikal 131 unter der Codepointnummer 12.162 (U+2F82) codiert.